# George Otto Trevelyan
Sir George Otto Trevelyan, II baronetto (Rothley Temple, 20 luglio 1838 – Wallington, 17 agosto 1928), è stato uno storico e politico inglese.

## Biografia
Nipote di Lord Macaulay, di cui divenne biografo, dopo aver trascorso la gioventù in India, fu eletto nel 1868 alla camera dei Comuni. Nello stesso anno divenne Lord dell'Ammiragliato e segretario di Stato per la Scozia. Nel 1885 si dimise da quest'ultima carica perché contrario allo Home rule, il regime di autonomia rivendicato dagli irlandesi. Nel 1897 lasciò il Parlamento.
Dei suoi tre figli, il primogenito Charles divenne anch'egli un politico liberale; il minore, George Macaulay, fu uno storico, biografo fra gli altri di Giuseppe Garibaldi; il secondogenito Robert fu poeta e traduttore, amico di Bertrand Russell.

## Opere
- Horace, 1861
- Letters of a Competition Wallah, 1864
- Cawnpore, 1865
- The Ladies in Parliament, 1867
- The Life and Letters of Lord Macaulay, 1876
- The Early History of Charles James Fox, 1880
- History of the American Revolution, t. I-III, 1899-1905
- Interludes in Prose and Verse, 1905